# August Gresch
August Gresch (słow. Augustin Gresch; ur. w 1842 r. w Białej Spiskiej, zm. w 1910 r. tamże) – spiskoniemiecki prawnik i działacz turystyczny.
Po ukończeniu studiów prawniczych był adwokatem w Białej Spiskiej, a od 1872 r. także w Kieżmarku. Poza działalnością ściśle adwokacką angażował się również w wiele przedsięwzięć gospodarczych: był współzałożycielem miejscowej fabryki wyrobów tytoniowych, dyrektorem Kasy Oszczędnościowo-Pożyczkowej i członkiem kilku komisji gospodarczych. Z czasem został jednym z najbardziej poważanych obywateli Białej Spiskiej. Od 1872 r. przez wiele lat pełnił funkcję skarbnika miejskiego. Od 1886 r. był inspektorem miejscowego kościoła ewangelickiego, stworzył podstawy prawne i finansowe miejskiej szkoły dla chłopców.
Był dobroczyńcą miasta i ewangelickiej parafii Biała Spiska. Krótko przed swoją śmiercią sfinansował odnowienie, a następnie przekazał Kościołowi Ewangelickiemu swój dom – obecnie budynek probostwa ewangelickiego w Białej Spiskiej.
Jednocześnie wspierał rozwój turystyki w Tatrach oraz rozwój podtatrzańskich miejscowości wypoczynkowych. Szczególnie zasłużył się w założeniu wraz z innymi mieszkańcami Białej Spiskiej miejscowości Tatrzańska Kotlina, a następnie w jej rozbudowie w kolejnym dwudziestoleciu. Był członkiem Węgierskiego Towarzystwa Karpackiego i długoletnim członkiem jego władz centralnych.